# Восканов, Рубен Айрапетович
Рубен Айрапетович Восканов (Восканян) (арм. Ռուբեն Հայրապետի Ոսկանով (Ոսկանյան); 20 мая [1 июня] 1891, Асхабад, Закаспийская область — 29 октября 1938, Саратов) — ответственный (1-й) секретарь Башкирского областного комитета ВКП(б) (1923—1924).

## Биография
Родился 20 мая 1891 года в Асхабаде Закаспийской области. По национальности армянин.
В 1914 году вступил в партию РСДРП(б).
С 1908 по 1917 год работал телеграфистом в Намангане Ферганской области, на станции Велисцихе (Тифлисская губерния), на станции Явлах Закавказской железной дороги, на станциях Амурской железной дороги, заведующий телеграфной станцией ст. Малоградово, ст. Посьет.
С 1917 года Рубен Айрапетович на партийной работе — комиссар, секретарь ячейки РКП(б) Красноводской телеграфной конторы (Закаспийская область). В 1918 году был арестован и выслан в Баку.
В 1919 году избран секретарем Бакинского стачечного комитета, членом Президиума Закавказского краевого Совета профсоюзов и опять арестован, выслан в Грузию. В этом же году он работал механиком-телеграфистом станции Александроново Закавказской железной дороги, председателем Центрального стачечного комитета Армении, арестован, находился на подпольной работе в Армении.
С 1919 по 1920 год Рубен Айрапетович — секретарь профсоюза железнодорожников Армении, с 1920 года — член Армянского областного комитета РКП(б), инструктор Закавказского бюро ВЦСПС , председатель профсоюза работников железной дороги Азербайджана, член Президиума Азербайджанского Совета профсоюзов, народный комиссар путей сообщения Армянской ССР, народный комиссар почт и телеграфа Армянской ССР.
Места работы на ответственных постах: 1921—1922 гг. — заместитель комиссара Закавказских железных дорог — Закавказского округа путей сообщения, 1922—1923 гг. — заместитель уполномоченного, уполномоченный Народного комиссариата путей сообщения РСФСР в Туркестане, c 1923 по 1924 гг. — ответственный секретарь Башкирского областного комитета РКП(б), 06.1924 — 1925 гг. — ответственный секретарь Алтайского губернского комитета РКП(б), 1925—1927 гг. — ответственный секретарь Кинешемского уездного комитета РКП(б) — ВКП(б) (Иваново-Вознесенская губерния), 1927—1928 гг. — заместитель заведующего Организационным отделом Закавказского краевого комитета ВКП(б), 1928—1929 гг. — ответственный инструктор Казакского краевого комитета ВКП(б)/
C 1929 по 1930 годы Рубен Айрапетович — ответственный секретарь Гурьевского окружного комитета ВКП(б), с 1930 по 03.1932 год — заведующий Отделом агитации и массовых кампаний Казакского краевого комитета ВКП(б), 03 — 06.1932 — председатель Организационного бюро Казакского краевого комитета ВКП(б) по Южно-Казахстанской области, 06.1932 — 1933 — 1-й секретарь Южно-Казахстанского областного комитета ВКП(б), 1933—1934 — начальник Политического отдела Ясиноватовского железнодорожного района Свердловской железной дороги, 1935 — 02.1937 — помощник начальника Юго-Восточного треста строительных материалов Народного комиссариата путей сообщения СССР (Саратов).
3 февраля 1937 года Восканов Рубен Айрапетович был арестован, а 29 октября 1938 года был осужден Военной коллегией Верховного суда СССР. Обвинялся в членстве в антисоветской организации и проведении вредительской деятельности на территории СССР.
Расстрелян 29 октября 1938 года в г. Саратове.
Реабилитирован Военной Коллегией Верховного Суда СССР 28 ноября 1957 года.